# مورت‌چوکورو (قره‌عیسی‌لی)
مورت‌چوکورو (به ترکی استانبولی: Murtçukuru) یک منطقهٔ مسکونی در ترکیه است که در کارایسالی واقع شده‌است.